# Friedrich Wilhelm Gotter
Friedrich Wilhelm Gotter, född 3 september 1746 i Gotha, död där 18 mars 1797, var en tysk skald.
Gotter var en tid legationssekreterare i Wetzlar, där han umgicks med Johann Wolfgang von Goethe och August Wilhelm Iffland. Gotter tillhörde de sista fransk-klassicistiska skalderna. Hans omkring 40 arbeten för scenen är översättningar eller bearbetningar från franskan, hans Gedichte (tre band, 1787–1802) är skämtsamma och eleganta i formen.